# Sky Scream
De Sky Scream is een stalen achtbaan in het Duitse pretpark Plopsaland Deutschland in Haßloch en is op 12 april 2014 geopend. 
De lanceerachtbaan is een Sky Rocket II model door de Amerikaanse firma Premier Rides gebouwd, en identiek aan het prototype van deze attractie, de in 2012 geopende Superman: Ultimate Flight in Six Flags Discovery Kingdom in het Californische Vallejo. De Sky Scream was voor Premier Rides de tweede Europese installatie van een achtbaan. Eerder werd de waterachtbaan Vonkaputous in het Finse pretpark Linnanmäki afgeleverd. De achtbaan met prijskaartje van 8 miljoen euro kwam per schip van de Verenigde Staten via de haven van Antwerpen in januari 2014 naar het park, verpakt in 50 containers.
De Sky Scream is 45 m hoog en 263 m lang. De maximumsnelheid is 100 km/u en een rit duurt 1 min. Sinds 2015 is het thema van de achtbaan horror.